# إريك سينتينو
إريك سينتينو (بالإنجليزية: Erik Centeno)‏ هو لاعب كرة قدم أمريكي في مركز الوسط، ولد في 29 يونيو 2002 في ستوكتون في الولايات المتحدة.

## وصلات خارجية
- إريك سينتينو على موقع الدوري الأمريكي (الإنجليزية)
- إريك سينتينو على موقع قاعدة بيانات كرة القدم.إي يو (الإنجليزية)